# Manuchar Kvirkvelia
Manuchar Kvirkvelia est un lutteur géorgien né le 12 octobre 1978 à Ozourguéti (Union soviétique).

## Palmarès

### Jeux olympiques
- Médaille d'or en lutte gréco-romaine dans la catégorie des moins de 74 kg en 2008 à Pékin

### Championnats du monde
- Médaille d'or en lutte gréco-romaine dans la catégorie des moins de 66 kg en 2003 à Créteil
- Médaille de bronze en lutte gréco-romaine dans la catégorie des moins de 74 kg en 2006 à Canton
- Médaille de bronze en lutte gréco-romaine dans la catégorie des moins de 66 kg en 2002 à Moscou

### Championnats d'Europe
- Médaille d'or en lutte gréco-romaine dans la catégorie des moins de 74 kg en 2007 à Sofia
- Médaille d'argent en lutte gréco-romaine dans la catégorie des moins de 66 kg en 2002 à Seinäjoki
- Médaille de bronze en lutte gréco-romaine dans la catégorie des moins de 74 kg en 2006 à Moscou